# 사방댐

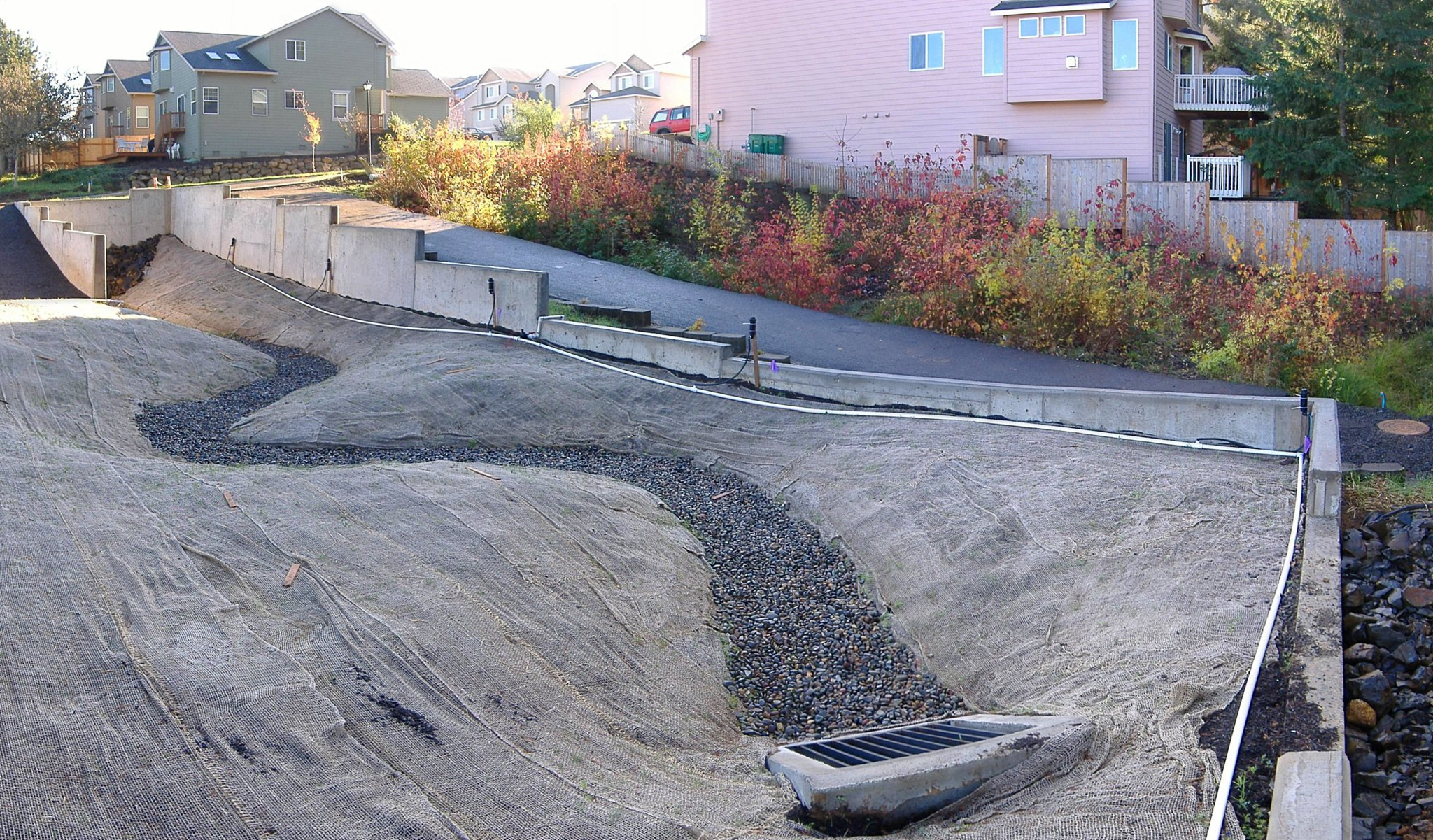
사방댐

사방댐(砂防~)은 유속을 줄이고 침식을 억제하며 유사의 퇴적을 일으켜 유로의 안정을 얻고자 만들어지는 소규모의 댐이다.

## 같이 보기
- 돌망태
- 방사제